# Ylva Mårtens
Ylva Margareta Lucia Mårtens, född 6 augusti 1949 på Lidingö, är journalist på Sveriges Radio. Mårtens var redaktör för programmet Barnen i P1, som hon startade 2000. Hon har fått flera journalistiska priser.

## Filmografi
- 1978 – Karlsvik – en by som Gud har glömt  regi, manus och foto tillsammans med Kerstin Wixe

## Utmärkelser
- 2002 – Föreningen grävande journalisters Guldspade i radioklassen,  för programserien "De omhändertagna barnen" (tillsammans med Katti Björklund).[3]
- 2003 – Cancerfondens journalistpris
- 2003 – Murvelpriset från föreningen god journalistik
- 2006 – Pampers journalistpris ”Med barnets ögon”, för programmet "Så här pratar vi! Spädbarn berättar."[4]
- 2007 – Public serviceklubbens Ikarospris för Är skamvrån tillbaka?
- 2008 – Allmänna Barnhusets Stora Pris, "för att hon med uthållighet och engagemang i många år kämpat för att barnens röster ska höras i samhället och inte minst i Sveriges Radio".
- 2010 – Barncancerfondens journalistpris
- 2014 – Hedersutmärkelse från Centralförbundet för socialt arbete
- 2015 – Gulliverpriset, "för att hon under decennier har gjort inkännande och lyhörda radioprogram med, för och om barn." [5]
- 2015 – Eldsjälspriset, från Svenska Barnboksakademin
- 2015 – Radioakademins Specialpris
- 2021 - Salikonstipendiet, ”för att hon under mer än femtio år konsekvent arbetat för att låta barnens röster höras och för att deras erfarenheter och behov i världen skall erkännas som avgörande för kultur och samhällsutveckling. I det syftet har hon gjort otaliga intervjuer med barn och ungdomar i radioprogrammet ”Barnen” och diskuterat läsning med dem i ”Barnens romanpris”. I samarbeten med Backa teater, Unga Klara och Angeredsteatern har hon verkat för att barnperspektivet ska ha en viktig plats i skapande arbete på dessa institutioner. ”Vi måste börja med barnen” heter hennes senaste bok. Formuleringen kommer från Astrid Lindgren och understryker hur väl värd detta stipendium hon är.”[6]